# فيكتوريا كرو
فيكتوريا كرو (بالإنجليزية: Victoria Crowe)‏ هي رسامة بريطانية، ولدت في 1945.

## وصلات خارجية
- الموقع الرسمي